# Sekundærrute 235
Sekundærrute 235, går fra Espergærde i øst til Hornbæk i vest. Åbnet i sin nuværende form omkring 1977.
Oprindeligt gik vejen fra Humlebæk over Kvistgård og Tikøb til Hornbæk, men i forbindelse med anlæggelsen af Helsingørmotorvejen blev strækningen mellem Humlebæk og Kvistgård afbrudt og vejen ført til Espergærde i stedet.